# جین گیبسون
آدری جین گیبسون (۵ اکتبر ۱۹۲۴ – ۱۰ ژوئن ۲۰۰۸) میکروبیولوژیست و زیست‌شیمی‌دان بریتانیایی-آمریکایی بود که در زمینهٔ باکتری‌های فتوسنتزی فعالیت می‌کرد. او کشف کرد که سلنیوم برای سوخت‌وساز باکتری‌های کلی‌فرم ضروری است و گونه‌ای جدید از باکتری‌های گوگردی در سردهٔ کلروپرتون توصیف کرد. او در سال ۱۹۷۹ استاد دانشگاه کرنل شد و همچنین سردبیر نشریهٔ علمی «میکروبیولوژی کاربردی و محیطی» Applied and) Environmental Microbiology) بود.

## اوایل زندگی
آدری جین پینسنت در ۵ اکتبر ۱۹۲۴ در پاریس زاده شد. پدر او، جرالد هیوم ساوری پینسنت (۱۹۷۶–۱۸۸۸)، بعدها کنترلر کل دفتر بدهی ملی بریتانیا شد. مادرش، کاترین کنتیسبر (۱۹۴۹–۱۸۸۴)، دختر نمایندهٔ لیبرال مجلس، جرج ردفورد بود.
او سال‌های اولیهٔ زندگی‌اش را در سوئیس و دوون گذراند. در مدرسه مینارد در اکستر، انگلستان تحصیل کرد و در سال ۱۹۴۶ مدرک کارشناسی با درجهٔ ممتاز در زیست‌شیمی را از کالج نیونهام، کمبریج زیر نظر زیست‌شیمی‌دان، مارجوری استیونسون دریافت کرد. او در سال ۱۹۴۹ دکترای میکروبیولوژی را از مؤسسه لیستر وابسته به دانشگاه لندن زیر نظر دکتر دی. هربرت دریافت کرد.

## دوران حرفه‌ای و دستاوردها
گیبسون در سال ۱۹۵۴ و در زمانی که در مؤسسه لیستر فعالیت می‌کرد، کشف خود را منتشر کرد که عنصر کمیاب سلنیوم به‌همراه مولیبدن برای رشد باکتریایی ضروری است، به‌ویژه برای تولید فرمات دهیدروژناز در باکتری‌های کلی‌فرم (مانند اشرشیا کلی).
پس از دریافت بورسیه تحصیلات تکمیلی از صندوق مشترک‌المنافع، گیبسون یک سال را با سی. بی. فن نیل در ایستگاه دریایی هاپکینز وابسته به دانشگاه استنفورد در کالیفرنیا سپری کرد، جایی که به باکتری‌های فتوسنتزی علاقه‌مند شد. پس از بازگشت به بریتانیا، در آزمایشگاه میکروبیولوژی پروفسور سیدنی السدن در دانشگاه شفیلد مشغول به کار شد. کار او در آنجا شامل شناسایی سیتوکروم‌های نوع سی از باکتری‌های فتوسنتزی بود.
در دانشگاه شفیلد، آدری جین پینسنت در سال ۱۹۵۱ با همسر آینده‌اش، زیست‌شیمی‌دان کوئنتین گیبسون آشنا شد. آن‌ها ازدواج کردند و صاحب چهار فرزند شدند. او که اکنون با نام جین گیبسون شناخته می‌شد، به‌صورت نیمه‌وقت به کار ادامه داد. در سال ۱۹۶۳ به ایالات متحده مهاجرت کردند و گیبسون ابتدا در دانشگاه پنسیلوانیا و سه سال بعد در بخش میکروبیولوژی دانشگاه کرنل مشغول به کار شد، جایی که در سال ۱۹۷۰ به سمت دانشیار رسید و ریاست موقت بخش را نیز بر عهده گرفت. او بعدها به بخش زیست‌شناسی بیوشیمی، مولکولی و سلولی منتقل شد و در سال ۱۹۷۹ به درجهٔ استادتمام ارتقا یافت.
پژوهش او بر انتقال و استفاده از آمونیاک و سایر ترکیبات آلی کوچک توسط گروه‌های اصلی باکتری‌های نوروزنده متمرکز بود و در پرورش و نگهداری آن‌ها مهارت فراوانی داشت. گیبسون همچنین رشد سیانوباکتری‌ها را مطالعه کرد و با کارل ووز و جورج ئی. فاکس مقاله‌ای مشترک نوشت که ارتباط تکاملی نزدیک بسیاری از باکتری‌های گرم-منفی مانند اشرشیا کلی با باکتری‌های فتوسنتزی بنفش را نشان داد. او در سال ۱۹۷۹ استادتمام شد و در سال ۱۹۹۴ جایزهٔ تدریس حرفه‌ای ادیت اجرتون را دریافت کرد.
پژوهش گیبسون عمدتاً بر روی باکتری‌های فتوسنتزی سبز متمرکز بود. او در سال ۱۹۸۴ گونه‌ای جدید از باکتری‌های گوگردی به نام «باکتری سبز گوگردی دریایی خزنده» (Chloroherpeton thalassium) را توصیف کرد که از رسوبات دریایی نزدیک وودز هول، ماساچوست جداسازی شده بود.